# Burning Love & Hits from His Movies Volume 2
Burning Love & Hits From His Movies Volume 2 – album kompilacyjny Elvisa Presleya, wydany 1 listopada 1972 roku przez RCA Camden.

## Lista utworów

### Strona 1
1. Burning Love – 2:51 (Dennis Linde)
2. Tender Feeling (from Kissin’ Cousins) – 2:32 (Bernie Baum, Bill Giant, Florence Kaye)
3. Am I Ready (from Spinout) – 2:24 (Roy Bennett, Sid Tepper)
4. „Tonight Is So Right for Love" (from G.I. Blues) – 2:11 (Joseph Lilley, Abner Silver, Sid Wayne)
5. „Guadalajara" (from Fun in Acapulco) – 2:42 (Pepe Guízar, Joseph Lilley)

### Strona 2
1. „It's a Matter of Time” – 3:04 (Clive Westlake)
2. „No More" (from Blue Hawaii) – 2:21 (Hal Blair, Don Robertson)
3. „Santa Lucia" (from Miłość w Las Vegas) – 1:11
4. „We'll Be Together" (from Girls! Girls! Girls!) – 2:14 (Phillip Brooks, O’Curran)
5. „I Love Only One Girl" (from Double Trouble) – 1:51 (Roy Bennett, Sid Tepper)